# Baryton

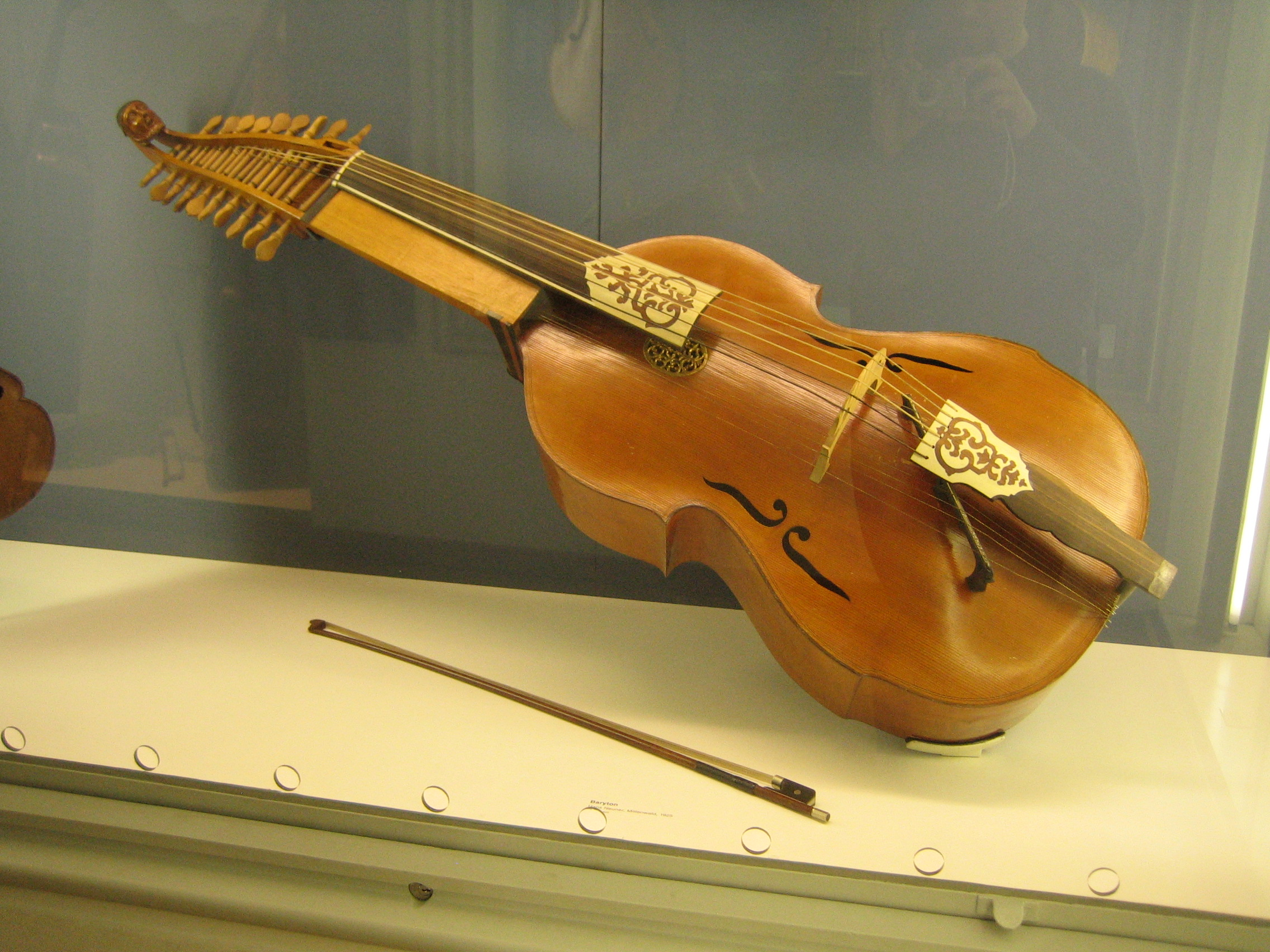
Baryton, la Deutsches Museum

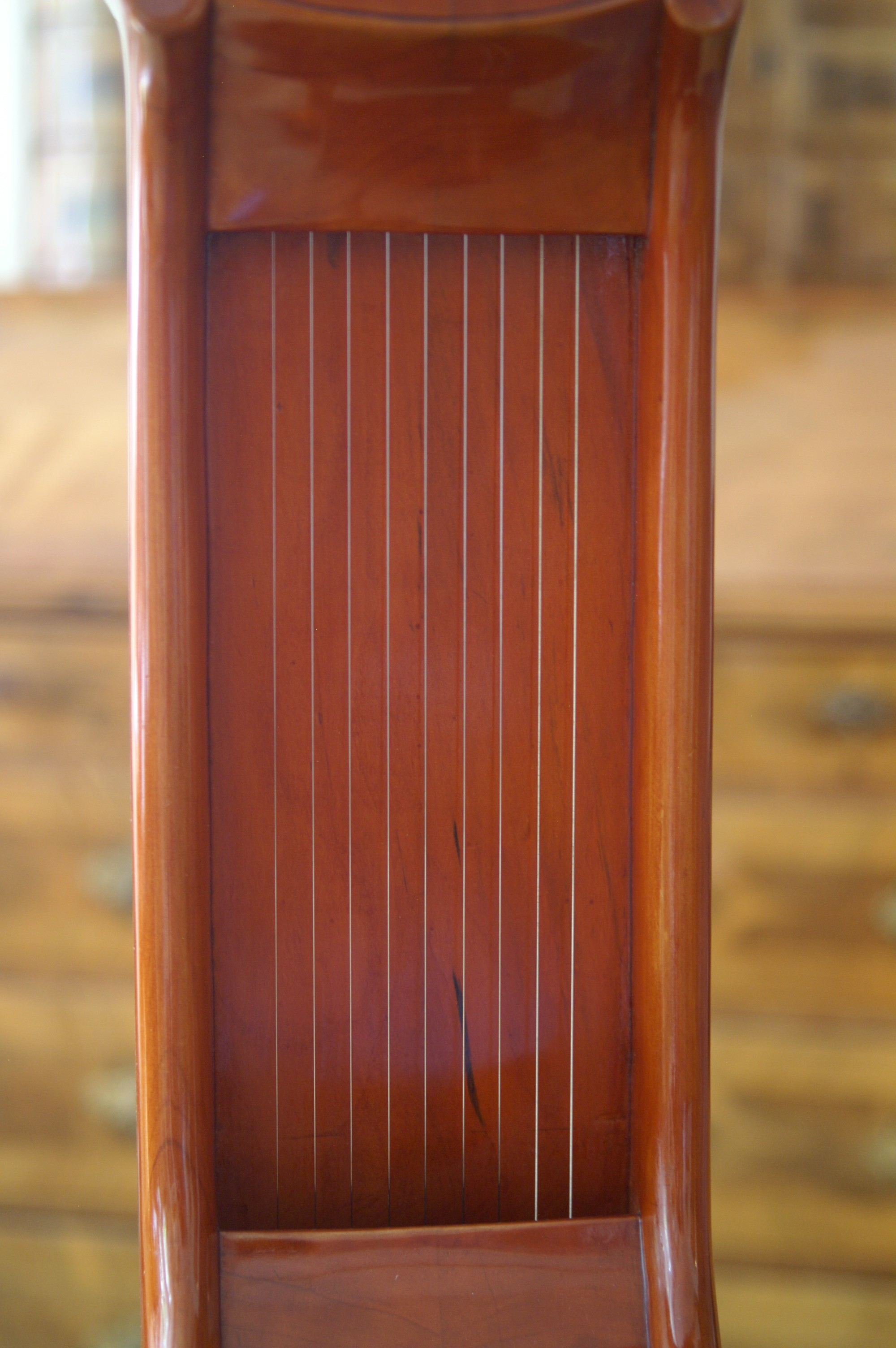
Baryton, detaliu cu coardele de rezonanță

Barytonul (în italiană viola di bordone) este un instrument cu coarde și arcuș asemănător cu viola, utilizat în secolele XVII–XVIII, astăzi învechit. Tipic, are șase coarde de catgut frecate cu arcușul, acordate ca la viola da gamba, și nouă coarde metalice de rezonanță; cele din urmă se află sub gâtul instrumentului, ca la viola d'amore⁠(en)[traduceți], și pot fi ciupite cu degetul mare de la mâna stângă.
Cu privire la originile barytonului, Pamplin sugerează că „instrumentul probabil a apărut în Anglia la începutul secolului al XVII-lea, când caracteristicile a două instrumente, viola da gamba și bandora⁠(en)[traduceți], au fost combinate într-un singur instrument hibrid.” Instrumentul nu a fost niciodată foarte popular, dar compozițiile lui Joseph Haydn i-au conferit un anumit prestigiu în unele cercuri nobile, mai ales în Germania de sud și Austria. La începutul secolului al XIX-lea el ieșise din modă și nu mai atrăgea noi compoziții.